# Paulista FC
Der Paulista Futebol Clube ist ein brasilianischer Fußballverein aus Jundiaí im Bundesstaat São Paulo. Der Verein wurde am 17. Mai 1909 gegründet. Seine Heimspiele trägt der Club im Jayme Cintra Stadion aus, welches eine Kapazität von 15.000 möglichen Zuschauern hat. Die Vereinsfarben sind schwarz und weiß.

## Geschichte
Im Jahre 1903 gründeten Eisenbahnbauer der „São Paulo Railroad Company“ den Jundiahy Foot Ball Club. Doch bereits 1908 löste sich der Verein wieder auf. Ehemalige Anhänger und Sympathisanten gründeten darauf 1909 den Paulista Futebol Clube. Der Verein wechselte besonders in den 1990er Jahren seinen Namen. So lief die Mannschaft als Lousano Paulista, Etti Jundiaí und nur Jundiaí auf. 2003 wurde wieder der ursprüngliche Name angenommen.

## Erfolge
- Copa do Brasil: 2005
- Série C: 2001
- Staatsmeisterschaft von São Paulo Série A2: 1919, 1921, 1968, 2001
- Staatspokal von São Paulo: 1999, 2010, 2011

## Ehemalige bekannte Spieler
- Biro-Biro
- Walter Casagrande
- Toninho Cerezo
- Neto
- Marcinho
- Nenê
- Vagner Mancini
- Márcio Mossoró
- Cristian
- Réver
- Victor
- João Paulo